# Edosa philbyi
Edosa philbyi är en fjärilsart som beskrevs av Robinson 1985. Edosa philbyi ingår i släktet Edosa och familjen äkta malar.
Artens utbredningsområde är Saudiarabien. Inga underarter finns listade i Catalogue of Life.